# Hadena variolata
Hadena variolata is een vlinder uit de familie uilen (Noctuidae). De wetenschappelijke naam is voor het eerst geldig gepubliceerd in 1888 door Smith.
De soort komt voor in Europa.